# Powiat Aichi
Powiat Aichi (jap. 愛知郡 Aichi-gun) – powiat w Japonii, w prefekturze Aichi. W 2020 roku liczył 44 087 mieszkańców.

## Miejscowości
- Tōgō

## Historia[2]

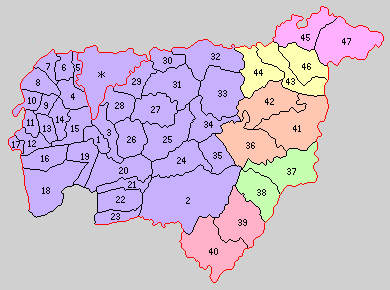
Powiat Aichi (1–15 – 1889 r.)

- Powiat został założony 20 grudnia 1878 roku. Wraz z utworzeniem nowego systemu administracyjnego 1 kwietnia 1889 roku powiat Aichi został podzielony na 2 miejscowości oraz 45 wiosek[3].
- 25 marca 1896 – część wioski Gokiso została włączona do miasta Nagoja.
- 12 lipca 1897 – wioska Yobitsugi zdobyła status miejscowości. (3 miejscowości, 44 wioski)
- 22 sierpnia 1898: (3 miejscowości, 42 wioski)
  - wioska Nagono i część wsi Furusawa zostały włączone w teren miasta Nagoja.
  - pozostała część Furusawy została włączona do miejscowości Atsuta.
- 22 lutego 1901 – część wioski Ichiyanagi została włączona w teren wioski Mikuriya.
- 12 lutego 1902 – wioska Chikusa zdobyła status miejscowości. (4 miejscowości, 41 wiosek)
- 20 grudnia 1904 – wioska Oise (笈瀬村) zdobyła status miejscowości i zmieniła nazwę na Aichi. (5 miejscowości, 40 wiosek)
- 10 maja 1906 – miały miejsce następujące połączenia: (5 miejscowości, 16 wiosek)
  - wioski Tashiro, Nabeyaueno → wioska Higashiyama,
  - wioski Nagakute (長湫村), Kamigō, Yazako → wioska Nagakute (長久手村),
  - wioski Takayashiro (高社村), Inokoishi (猪子石村) → wioska Itaka,
  - wioski Hatano, Yamaguchi → wioska Hatayama,
  - wioski Morowa, Haruki → wioska Tōgō,
  - wioski Kaguyama, Hakusan, Iwasaki → wioska Nisshin,
  - wioski Kutsukake, Toyoake → wioska Toyoake,
  - wioski Hiroji, Gokiso → wioska Gokiso,
  - wioski Kasadera, Naruo, Hoshizaki → wioska Kasadera,
  - wioski Iwatsuka, Yanagimori, Matsuba → wioska Tokiwa,
  - wioski Takaba, Hibitsu, Oritoyo → wioska Naka,
  - wioski Arako, Mikuriya, Ichiyanagi → wioska Arako,
  - wioski Meitoku (明徳村), Kansei, Takarada → wioska Ousu,
  - wioski Yatomi (część), Shimano, Ueda, Hirabari → wioska Tenpaku,
  - miejscowość Yobitsugi i wioski Mizuho, Yatomi (część) → miejscowość Yobitsugi.
- 1 czerwca 1907 – miejscowość Atsuta została włączona w teren miasta Nagoja. (4 miejscowości, 16 wiosek)
- 16 lipca 1907 – część wioski Ousu została włączona w teren miasta Nagoja.
- 1 sierpnia 1917 – wioska Shimonoisshiki zdobyła status miejscowości. (5 miejscowości, 15 wiosek)
- 22 sierpnia 1921 – miejscowości Chikusa, Yobitsugi, Aichi i wioski Naka, Higashiyama, Tokiwa, Gokiso, Arako, Kasadera, Yawata i Ousu zostały włączone w teren miasta Nagoja. (2 miejscowości, 7 wiosek)
- 3 marca 1928 – część wsi Tenpaku została włączona w teren miasta Nagoja.
- 1 marca 1937 – miejscowość Shimonoisshiki została włączona w teren miasta Nagoja. (1 miejscowość, 7 wiosek)
- 11 lutego 1955 – wioska Hatayama została włączona w teren miasta Seto. (1 miejscowość, 6 wiosek)
- 5 kwietnia 1955 – wioski Tempaku i Itaka zostały włączone w teren miasta Nagoja. (1 miejscowość, 4 wioski)
- 1 stycznia 1957 – wioska Toyoake zdobyła status miejscowości. (2 miejscowości, 3 wioski)
- 1 stycznia 1958 – wioska Nisshin zdobyła status miejscowości. (3 miejscowości, 2 wioski)
- 1 kwietnia 1963 – miejscowość Narumi została włączona w teren miasta Nagoja. (2 miejscowości, 2 wioski)
- 1 kwietnia 1970 – wioska Tōgō zdobyła status miejscowości. (3 miejscowości, 1 wioska)
- 1 kwietnia 1971 – wioska Nagakute zdobyła status miejscowości. (4 miejscowości)
- 1 sierpnia 1972 – miejscowość Toyoake zdobyła status miasta. (3 miejscowości)
- 1 października 1994 – miejscowość Nisshin zdobyła status miasta. (2 miejscowości)
- 4 stycznia 2012 – miejscowość Nagakute zdobyła status miasta. (1 miejscowość)